# 阴地翠雀花
阴地翠雀花（学名：Delphinium umbrosum）为毛茛科翠雀属的植物。分布于中国大陆的云南等地，生长于海拔3,500米至3,900米的地区，一般生于山地草坡及林下，目前尚未由人工引种栽培。

## 异名
- Delphinium umbrosum Hand.-Mazz. ssp. drepanocentrum (Bruhl) Chowdhury ex Mukerjee
- Delphinium umbrosum Hand.-Mazz. var. hispidum W. T. Wang